# Chromo
Chromo désigne à l’origine une chromolithographie, et par extension une image en couleurs, quel que soit le procédé, de faible prix de vente et jugée de qualité médiocre et de mauvais goût .
L'usage péjoratif par la critique d'art est attesté en 1919. « Il est d'un commun usage de dire d'une peinture qu'on veut stigmatiser : c'est un chromo », constate Paul Deltombe dans La Gerbe, pour préciser que la technique de reproduction n'est pas en cause.
Alors que les méthodes de reproduction d'une image en couleurs se sont multipliées, chromo est devenu une synecdoque, désignant les productions conformes aux goûts de la classe ouvrière : « On fait défiler les ouvriers de la Ruhr devant un Van Gogh, un Cézanne et un chromo. Ils votent naturellement pour le chromo », écrit Antoine de Saint-Exupéry. Quelques années plus tard, Pierre Bourdieu prend le rejet des « objets de prédilection [des « classes populaires »], tels que paysages de montagne, couchers de soleil et sous-bois » comme un indice de la manifestation de « l'intention de distinction ». Le Vocabulaire d'esthétique, publié en 1990, ajoute à cette liste de sujets de « reproductions sans aucune valeur artistique et visant à atteindre un public de mauvais goût » une définition incluant le style : « image en couleurs caractérisée par le sentimentalisme du sujet, l'excès du fini dans l'expression, les couleurs criardes ou douceâtres ».